# Gonow Xinglang
Gonow Xinglang (星朗) или Gonow Starry — компактвэн, выпускавшийся подразделением Gonow компании GAC Group с 2013 по 2016 год. Патентные права были выданы в ноябре 2011 года, а сам автомобиль начал выпускаться в 2013 году для 2014 модельного года.
Изначально автомобиль назывался Gonow GA6440.

## История
Xinglang дебютировал на китайском рынке 20 августа 2013 года. На церемонии присутствовали сотрудники Gonow, пресса и другие важные персоны.
Цена составляла около 52800 юаней для всех моделей, кроме премиум-класса с 1,5-литровым двигателем, который продавался за 79800 юаней. Дизайн экстерьера напоминает Nissan NV200.

## Технические характеристики
Gonow Xinglang оснащался 1,3-литровым бензиновым двигателем мощностью 99 л. с. и 1,5-литровым бензиновым двигателем мощностью 113 л. с., каждый из которых сочетался в паре с пятиступенчатой механической трансмиссией.

## Галерея
- Вид спереди
- Вид сзади